# Чемпионат мира по шорт-треку 2022
Чемпионат мира по шорт-треку 2022 года проходил с 8 по 10 апреля в Монреале, Канада. Соревнования были проведены среди мужчин и женщин в многоборье и эстафетах.
Чемпион в многоборье определялся по результатам четырёх дистанций — на 500, 1000, 1500 и 3000 метров. На дистанциях сначала проводятся предварительные забеги, затем лучшие шорт-трекисты участвуют в финальных забегах. Очки начисляются за каждое место в финале (34 очков за 1 место, 21 за 2-е, 13 за 3-е, 8 за 4-е, 5 за 5-е, 3 за 6-е, 2 за 7-е, 1 за 8-е). Чемпионом мира в многоборье становится спортсмен, набравший наибольшую сумму очков по итогам четырёх дистанций. В случае равенства набранных очков преимущество отдаётся спортсмену, занявшему более высокое место на дистанции 3000 м.
На чемпионате также проводятся эстафеты у женщин на 3000 м и у мужчин на 5000 м. В соревнованиях принимают участие команды из четырёх спортсменов.
Из-за пандемии коронавируса в Китае спортсмены из этой страны не участвовали в чемпионате мира.
Из-за вторжения России на Украину спортсмены из России и Белоруссии были отстранены от участия в чемпионате мира.

## Медали

### Общий зачёт
(Жирным шрифтом выделено самое большое количество медалей в своей категории; принимающая страна также выделена)
| Общее количество медалей | Общее количество медалей | Общее количество медалей | Общее количество медалей | Общее количество медалей | Общее количество медалей |
| Место                    | Страна                   | Золото                   | Серебро                  | Бронза                   | Всего                    |
| ------------------------ | ------------------------ | ------------------------ | ------------------------ | ------------------------ | ------------------------ |
| 1                        | Республика Корея         | 5                        | 1                        | 3                        | 9                        |
| 2                        | Венгрия                  | 4                        | 0                        | 0                        | 4                        |
| 3                        | Нидерланды               | 1                        | 1                        | 4                        | 6                        |
| 4                        | Канада                   | 0                        | 7                        | 1                        | 8                        |
| 5                        | Франция                  | 0                        | 1                        | 0                        | 1                        |
| 6                        | Бельгия                  | 0                        | 0                        | 2                        | 2                        |
| Всего стран: 6           | Всего стран: 6           | 10                       | 10                       | 10                       | 30                       |

### Призёры

#### Мужчины
| Дисциплина      | Золото                                                              | Золото   | Серебро                                                           | Серебро  | Бронза                                                                              | Бронза   |
| --------------- | ------------------------------------------------------------------- | -------- | ----------------------------------------------------------------- | -------- | ----------------------------------------------------------------------------------- | -------- |
| Многоборье      | Шаоанг Лю Венгрия                                                   | 104 очка | Паскаль Дион Канада                                               | 63 очка  | Ли Джун Со Южная Корея                                                              | 55 очков |
| 500 метров      | Шаоанг Лю Венгрия                                                   | 40,573   | Квентин Феркок Франция                                            | 40,674   | Стейн Десмет Бельгия                                                                | 40,710   |
| 1000 метров     | Шаоанг Лю Венгрия                                                   | 1:25,462 | Ли Джун Со Южная Корея                                            | 1:25,529 | Квак Юн Ги Южная Корея                                                              | 1:25,662 |
| 1500 метров     | Шаоанг Лю Венгрия                                                   | 2:15,096 | Паскаль Дион Канада                                               | 2:15,644 | Стейн Десмет Бельгия                                                                | 2:15,716 |
| Эстафета 5000 м | Республика Корея · Квак Юн Ги · Ли Джун Со · Пак Ин Ук · Хан Сын Су | 6:56,709 | Нидерланды · Шинки Кнегт · Ицхак де Лаат · Свен Рус · Фрисо Эмонс | 6:56,786 | Канада · Шарль Амлен · Паскаль Дион · Стивен Дюбуа · Жордан Пьер-Жиль · Максим Лаун | 6:56,807 |

- Курсивом выделены спортсмены, участвовавшие в предварительных забегах эстафеты

#### Женщины
| Дисциплина      | Золото                                                                              | Золото    | Серебро                                                                         | Серебро  | Бронза                                                                            | Бронза   |
| --------------- | ----------------------------------------------------------------------------------- | --------- | ------------------------------------------------------------------------------- | -------- | --------------------------------------------------------------------------------- | -------- |
| Многоборье      | Чхве Мин Джон Южная Корея                                                           | 107 очков | Ким Бутен Канада                                                                | 84 очка  | Ксандра Велзебур Нидерланды                                                       | 53 очка  |
| 500 метров      | Ксандра Велзебур Нидерланды                                                         | 42,476    | Ким Бутен Канада                                                                | 42,570   | Яра Ван Керкхоф Нидерланды                                                        | 42,642   |
| 1000 метров     | Чхве Мин Джон Южная Корея                                                           | 1:27,956  | Ким Бутен Канада                                                                | 1:28,076 | Ксандра Велзебур Нидерланды                                                       | 1:29,144 |
| 1500 метров     | Чхве Мин Джон Южная Корея                                                           | 2:23,594  | Ким Бутен Канада                                                                | 2:24,201 | Со Хви Мин Южная Корея                                                            | 2:24,455 |
| Эстафета 3000 м | Республика Корея · Ким А Ран · Чхве Мин Джон · Сим Сок Хи · Со Хви Мин · Пак Чжи Юн | 4:09.683  | Канада · Ким Бутен · Флоренс Брюнелль · Элисон Чарльз · Кортни Саро · Данаэ Бле | 4:09.717 | Нидерланды · Сельма Паутсма · Яра ван Керкхоф · Ксандра Велзебур · Рианне де Врис | 4:09.779 |

- Курсивом выделены спортсмены, участвовавшие в предварительных забегах эстафеты